# Крушкаль, Самуил Лейбович
Самуил Лейбович Крушкаль (род. 1938, Тарту, Эстонская Республика) — советский и израильский математик, доктор физико-математических наук (1969), профессор (1972).

## Биография
13 июня 1941 года как социально чуждые элементы семья Крушкаль была выслана из Тарту на поселение в Нарым, отец Михель-Лейб Моисеевич Крушкаль был этапирован в лагерь, а Самуил Крушкаль после освобождения с матерью Ентой Моисеевной Крушкаль и сёстрами поселился в Томске. Окончил Томский государственный университет в 1961 году.
Диссертацию кандидата физико-математических наук по теме «Некоторые вопросы теории квазиконформных отображений плоских и пространственных областей» защитил в 1964 году под руководством Павла Белинского, докторскую диссертацию по теме «Экстремальные задачи теории квазиконформных отображений и проблема модулей римановых поверхностей» — в 1969 году. Старший научный сотрудник Сибирского отделения Института математики АН СССР (с 1986 года ведущий научный сотрудник). Профессор Новосибирского государственного университета (1972—1991). 
Среди учеников — доктора физико-математических наук Михаил Капович, Борис Апанасов, Александр Медных, Виктор Чуешев.
После эмиграции в Израиль в 1991 году работал в Университете имени Бар-Илана.
В научные интересы входили комплексный анализ, квазиконформные отображения, теория Тейхмюллера, клейновы группы, гиперболическая геометрия.

## Семья
- Сын — математик Вячеслав (Слава) Крушкаль (род. 1971), профессор Виргинского университета (многочлен Татта — Крушкаля — Ренарди для клеточных комплексов, Пример Фридмана — Крушкаля — Тайхнера неполноты препятствий взрезанного квадрата и ван Кампена)[14].
- Дочь — Юлия Крушкаль Адкинс (род. 1968), учёный в области молекулярной биологии и биоинформатики в Национальном институте онкологии[15][16].
- Сёстры — Цыпора Михель-Лейбовна Крушкаль, выпускница кафедры техники и электрофизики высоких напряжений Томского политехнического института (1961)[17]; математик Елена Михель-Лейбовна Крушкаль, выпускница физико-технического факультета Новосибирского политехнического института (1967), кандидат физико-математических наук, научный сотрудник Института ядерной физики СО АН СССР[18].

## Монографии и учебные пособия
- Вариационные методы в теории квазиконформных отображений. Новосибирск: Новосибирский государственный университет, 1974. — 147 с.
- Квазиконформные отображения и римановы поверхности. Новосибирск: Наука (Сибирское отделение), 1975. — 194 с.
- Клейновы группы в примерах и задачах / С. Л. Крушкаль, Б. Н. Апанасов, Н. А. Гусевский. Новосибирск: НГУ, 1978. — 93 с.
- Униформизация и клейновы группы / С. Л. Крушкаль, Б. Н. Апанасов, Н. А. Гусевский. Новосибирск: НГУ, 1979. — 92 с.
- Samuel L. Krushkal. Quasiconformal Mappings and Riemann Surfaces. Halsted Press, 1979. — 319 pp.
- Samuil L. Kruschkal, Reiner Kühnau. Quasikonforme Abbildungen — neue Methoden und Anwendungen. Leipzig: Teubner Verlagsgesellschaft, 1983. — 172 s.
- Квазиконформные отображения — новые методы и приложения / С. Л. Крушкаль, Р. Кюнау. Новосибирск: Наука (Сибирское отделение), 1984. — 216 с.

## Статьи
- Samuel L. Krushkal (2021). Teichmüller space theory and classical problems of geometric function theory. Journal of Mathematical Sciences,  258, 276–289[19].
- Samuel L. Krushkal (2021). Maximal coefficient functionals on univalent functions. Journal of Mathematical Sciences, 259, 88–96.
- Samuel L. Krushkal (2021). Fredholm Eigenvalues and Quasiconformal Geometry of Polygons. Journal of Mathematical Sciences, 252, 472—501.
- Samuel L. Krushkal (2022). Strengthened Belinskii theorem and its applications. Journal of Mathematical Sciences, 264, 396—414.
- Samuel L. Krushkal (2022). On the Carathéodory metric of universal Teichmüller space. Journal of Mathematical Sciences, 262, 184—193.

## Эпонимическая терминология
- Теорема Крушкаля — Гамильтона об экстремальных квазиконформных отображениях (The Hamilton-Krushkal condition, The Hamilton-Krushkal-Reich-Strebel Theorem)[20]
- Теорема Берса — Крушкаля о разложении
- Проблема Берса — Крушкаля